# Kändliku
Kändliku – wieś w Estonii, prowincji Järva, w gminie Türi. W 2000 roku była zamieszkana przez 42 osoby.